# Арга-де-Сан-Жуан
Арга-де-Сан-Жуан (порт. Arga de São João)  —  район (фрегезия) в Португалии,  входит в округ Виана-ду-Каштелу. Является составной частью муниципалитета  Каминья. По старому административному делению входил в провинцию Минью. Входит в экономико-статистический  субрегион Минью-Лима, который входит в Северный регион. Население составляет 72 человека на 2001 год. Занимает площадь 13,04 км².